# Bydliště
Bydliště je právní pojem označující místo, kde se člověk jako fyzická osoba trvale zdržuje, kde skutečně bydlí. V českém právu se soukromoprávní pojem „bydliště“ odlišuje od veřejnoprávního pojmu „trvalý pobyt“, který má jen evidenční charakter, ačkoli často může jít o stejnou adresu. Vzhledem k tomu, že trvalost je základní charakteristikou bydliště, je někdy používaný pojem trvalé bydliště pleonasmem.

## České právo
Výslovná definice bydliště je obsažena v ustanovení § 80 občanského zákoníku: „člověk má bydliště v místě, kde se zdržuje s úmyslem žít tam s výhradou změny okolností trvale; takový úmysl může vyplývat z jeho prohlášení nebo z okolností případu.“ Ve skutečnosti se může lišit skutečné bydliště a to, které člověk uvede v soukromém styku. V takovém případě jsou však třetí osoby chráněny; jsou-li v dobré víře, že uvedené bydliště je bydlištěm skutečným, mohou se jej dovolat. K označení místa za bydliště člověka musí být zároveň splněny dva předpoklady: (1) jde o místo, kde se člověk zdržuje, a (2) má v úmyslu v tomto místě žít trvale. 
Podle § 2 odst. 4 zákona č. 586/1992 Sb., o daních z příjmů, platí, že "bydlištěm na území České republiky se pro účely tohoto zákona rozumí místo, kde má poplatník stálý byt za okolností, z nichž lze usuzovat na jeho úmysl trvale se v tomto bytě zdržovat". Generální finanční ředitelství připouští možnost aby osoba měla více než jeden stálý byt "když poplatník například prokazatelně trvale užívá dva byty z pracovních důvodů". 
Ustanovení § 80 odst. 2 občanského zákoníku výslovně umožňuje, aby člověk neměl bydliště žádné (např. kočující osoby, bezdomovci). Pak se ovšem třetí osoby chrání fikcí místa, kde daný člověk přechodně žije, případně místa, kde má svůj majetek, nebo kde bylo jeho poslední známé bydliště. Pouze dočasné okolnosti typu pobytu v nemocnici, ve vězení či na místě studia nebo výkonu práce ovšem samy o sobě nemají na bydliště vliv, ledaže se na takovém původně dočasném místě člověk začal zdržovat s úmyslem zde opravdu trvale bydlet. Nejčastěji proto půjde o místo, kde má svoji rodinu a byt, kde tedy vnímá svůj domov.
Bydliště je faktickou skutečností vyplývající ze soukromého práva, proto se přímo z něj, ačkoli se často překrývají, neodvozují různé veřejnoprávní evidence jako je „místo hlášeného pobytu“, „místo přechodného pobytu“ nebo především „místo trvalého pobytu“. S bydlištěm také nemusí vůbec souviset sídlo podnikatele nebo adresa sloužící jen k doručování, a je nutné od něj odlišovat i termín domácnost, což je okruh spolužijících osob, případně zařízení obydlí.
Relevanci má bydliště také v kontextu jiných právních předpisů, například v zákoně o daních z příjmů bydliště určuje, zda jsou poplatníci daňovými rezidenty, či nikoliv.

### Obvyklé bydliště
Obvyklé bydliště má v ČR osoba, která zde nemá trvalý pobyt, ale na území ČR pobývá
- alespoň 185 dnů v kalendářním roce z důvodů osobních vazeb, kterými se rozumí zejména soužití ve společné domácnosti, rodinné vazby, vlastnictví nebo nájem nemovitosti, a popřípadě zároveň i z důvodů podnikání, výkonu jiné samostatně výdělečné činnosti nebo závislé práce na území České republiky, nebo
- z důvodu osobních vazeb a pravidelně se na toto místo vrací, ačkoliv podniká, vykonává jinou samostatně výdělečnou činnost nebo závislou práci v jiném státě, není-li výkon takovéto činnosti v jiném státě omezen na dobu určitou.[11]

## Evropské právo
V kontextu evropského práva se za bydliště považuje místo, kde fyzická osoba obvykle bydlí (domovská země). Určující je také místo tzv. centra zájmů člověka. Mezi kritéria posuzování místa bydliště, která jsou využívána například orgány sociálního zabezpečení, bývají řazeny doba trvání pobytu, situace bydlení, rodinné vazby, místo profesní či nevýdělečné činnosti apod.